# Tammy Lauren
Tammy Lauren, geboren als Tammy Lauren Vasquez (San Diego (California), 16 november 1968) is een Amerikaans actrice. 
Lauren doet voornamelijk televisiewerk en begon haar carrière in 1978, met een rol in de sitcom Who's Watching the Kids. Na veel televisieprojecten te hebben gedaan, kreeg ze in 1997 de hoofdrol in Wishmaster, wat tot op het heden nog steeds de enige film is waarin ze een hoofdrol had.
Op de televisie was ze vooral bekend vanwege rollen in waargebeurde films en terugkerende of vaste rollen in televisieseries, zoals Homefront, Home Improvement en The Young and the Restless. In de laatst genoemde titel speelt ze nog steeds.

## Filmografie
- The Last Flight of Noah's Ark (1980) - Julie
- The Kid with the Broken Halo (1982) (tv) - Diana McNulty
- M.A.D.D.: Mothers Against Drunk Drivers (1983) (tv) - Chandler Doherty
- Playing with Fire (1985) (tv) - Pamela Fredericks
- Crime of Innocence (1985) (tv) - Rene Peterson
- Fresno (1986) (Miniserie) - Candy Cane
- The Stepford Children (1987) (tv) - Mary Harding
- Bride of Boogedy (1987) (tv) - Jennifer Davis
- An Enemy Among Us (1987) (CBS Schoolbreak Special aflevering) - Karen Webb
- Tiger Warsaw (1988) - The Young Woman
- I Saw What You Did (1988) (tv) - Lisa Harris
- The People Across the Lake (1988) (tv) - Lisa Yoman
- Tattle: When to Tell on a Friend (1988) (ABC After School Specials aflevering) - Colleen McNeil
- Desperate for Love (1989) (tv) - Lily Becker
- Chains of Gold (1991) (tv) - Rachel Burke
- The Emancipation of Lizzie Stern (1991) (CBS Schoolbreak Special aflevering) - Elizabeth 'Lizzie' Stern
- If I Die Before I Wake (1993) (CBS Schoolbreak Special aflevering) - Jackie Rosen
- Radioland Murders (1994) - In the Mood Bandleader
- Honeymoon (1997) - Debra
- Wishmaster (1997) - Alexandra Amberson
- Mad City (1997) - Miss Rose

- Bibliothèque nationale de France: cb14049781g (data)
- Gemeinsame Normdatei: 1148444718
- International Standard Name Identifier: 0000 0003 5402 924X
- Library of Congress Control Number: no2011009007
- Nederlandse Thesaurus van Auteursnamen: 25486628X
- SNAC: w63f5kp4
- Système universitaire de documentation: 169679861
- Virtual International Authority File: 10050688
- WorldCat: E39PBJrKP8bBFkPtqrBrF3yfMP